# 도도로키촌 (야마나시현)
도도로키촌(等々力村)은 야마나시현 히가시야마나시군에 설치되었던 촌이다. 현재의 고슈시에 해당한다.